# Tom Rosenberg
Tom Rosenberg ist ein US-amerikanischer, oscarprämierter Filmproduzent.

## Leben
Rosenberg wuchs in Chicago, Illinois auf. Anfang der 1990er Jahre wurde er in Kalifornien bei Beacon Pictures als Executive Producer tätig. Daneben war er auch als Immobilienentwickler tätig.
Er gründete 1994 mit Ted Tannenbaum die Filmproduktionsgesellschaft Lakeshore Entertainment. 2005 gewann er den Academy Award für den besten Film für den Film Million Dollar Baby. Rosenberg war an der Produktion von rund 70 Filmen beteiligt.

## Filmografie (Auswahl)
- 1997: Zwei Singles in L.A. (Til There Was You)
- 1997: Echt Blond (The Real Blonde)
- 1998: Gestern war ich noch Jungfrau (Polish Wedding)
- 1999: Die Braut, die sich nicht traut (Runaway Bride)
- 2000: Tiefe der Sehnsucht (Passion of Mind)
- 2000: Ein Freund zum Verlieben (The Next Best Thing)
- 2000: Es begann im September (Autumn in New York)
- 2000: The Gift – Die dunkle Gabe (The Gift)
- 2002: Die Mothman Prophezeiungen (The Mothman Prophecies)
- 2003: Der menschliche Makel (The Human Stain)
- 2003: Underworld
- 2004: Sehnsüchtig (Wicker Park)
- 2004: Million Dollar Baby
- 2005: The Cave
- 2005: Der Exorzismus von Emily Rose (The Exorcism of Emily Rose)
- 2006: Underworld: Evolution
- 2006: Dead Girl (The Dead Girl)
- 2006: Crank
- 2006: Der Pakt (The Covenant)
- 2006: Der letzte Kuss (The Last Kiss)
- 2007: Blood and Chocolate
- 2007: Zauber der Liebe (Feast of Love)
- 2008: Henry Poole – Vom Glück verfolgt (Henry Poole Is Here)
- 2008: Untraceable
- 2008: Elegy oder die Kunst zu lieben (Elegy)
- 2008: Pathology – Jeder hat ein Geheimnis (Pathology)
- 2008: The Midnight Meat Train
- 2009: Underworld – Aufstand der Lykaner (Underworld: Rise of the Lycans)
- 2009: Crank 2: High Voltage (Crank: High Voltage)
- 2009: Die nackte Wahrheit (The Ugly Truth)
- 2009: Gamer
- 2009: Fame
- 2011: Der Mandant (The Lincoln Lawyer)
- 2012: Underworld: Awakening
- 2012: Einmal ist keinmal (One for the Money)
- 2012: Gone
- 2012: Stand Up Guys
- 2014: I, Frankenstein
- 2015: Mädelsabend – Nüchtern zu schüchtern! (Walk of Shame)
- 2015: Für immer Adaline (The Age of Adaline)
- 2015: The Vatican Tapes
- 2016: The Boy
- 2016: Amerikanisches Idyll (American Pastoral)
- 2016: Underworld: Blood Wars
- 2018: A.X.L.
- 2018: Peppermint: Angel of Vengeance (Peppermint)
- 2020: Brahms: The Boy II

## Auszeichnungen
- 2005: Oscar für Million Dollar Baby (Bester Film)